# Brama Etruska w Perugii
Brama Etruska, zwana też Łukiem Augusta – starożytna brama znajdująca się w obrębie obwarowań miejskich włoskiej Perugii.
Brama, podobnie jak mury miejskie Perugii, została wzniesiona w czasach etruskich, w III lub II wieku p.n.e. Przebudowano ją za czasów Augusta oraz w XVI wieku. Jednoprzęsłowa, łukowata konstrukcja bramy została wzniesiona z kamiennych bloków, bez użycia zaprawy murarskiej. Wieńczy ją stylizowany na dorycki fryz z tryglifami i metopami, ponad którym znajduje się zamurowany obecnie łukowaty otwór flankowany pilastrami.
Po obydwu bokach bramy znajdują się masywne wieże. Lewa, wyższa, wieża zwieńczona jest renesansową loggią. Jej podstawę zdobi natomiast pochodząca z 1621 roku fontanna.